# Западно-Сибирский филиал Академии наук СССР
Западно-Сибирский филиал Академии наук СССР (ЗСФ АН СССР)  — научная организация, существовавшая в 1943—1958 годах. Отделение Академии наук СССР. Центр управления находился в Новосибирске. В зону научного интереса входили территории Новосибирской, Омской, Томской, Кемеровской, Тюменской областей, Алтайского и Красноярского краёв, Хакасской и Тувинской автономных областей.

## История
Филиал был создан 21 октября 1943 года постановлением СНК СССР в соответствии с которым вышло постановление Президиума СССР от 8 февраля 1944 года «Об организации Западно-Сибирского филиала АН СССР». Ему предшествовал Новосибирский городской комитет учёных — организация, созданная в 1942 году для формирования в Новосибирске научной общественности и развития исследований в условиях войны.
Начальный этап развития ЗСФ АН СССР проходил в тяжёлый военный период в условиях дефицита служебных и жилых помещений, научной литературы, лабораторного оснащения и др. Так, в Новосибирской области филиал получил лишь два научных учреждения: витаминную станцию и областную химическую лабораторию. Главным кадровым источником для организации стали высшие учебные заведения и региональные научно-исследовательские учреждения.
В период 1944—1948 годов число научных работников увеличилось с 80 до 136 человек (в основном сотрудники без учёных степеней).
Первое время значительная часть квалифицированных специалистов состояла из совместителей вузов и научных организаций Томска, Прокопьевска, Сталинска и т. д., благодаря которым филиал вошёл в число крупнейших комплексных учреждений в сети академических центров. Впоследствии количество совместителей уменьшилось с 51% (1944) до 22,8% (1948).
7 марта 1946 года решением Президиума АН СССР началась программа по созданию Бюро экономических исследований, Ботанического сада, самостоятельного сектора физики и новых лабораторий на базе ранее учреждённых институтов. Через некоторое время в структуре ЗСФ вновь произошли изменения: 20 января 1950 года АН СССР приступило к организации новых учреждений: Сектора гидрологии и гидротехники, Института машиноведения (практически не реализован), Гидро-Галургической станции в Кулунде, Северной комплексной научно-исследовательской станции, Комплексного научно-исследовательского стационара в Кемерове.
28 августа 1953 года постановлением Президиума АН СССР медико-биологический институт переименовали в Биологический; на основе сектора технической физики сформировали отдел технической физики, были закрыты Северная комплексная научно-исследователтская станция, Комплексный научно-исследовательский стационар в Кемерове и Гидро-Галургическая станция в Кулунде.
Согласно постановлению Президиума АН СССР от 27 мая 1955 года и распоряжению Президиума АН СССР от 24 декабря 1956 года на базе отдела технической физики создан Институт радиофизики и электроники.
В 1957 году Горно-геологический институт был разделён на институт горного дела и институт геологии.
В 1957 году в состав Западно-Сибирского филиала входило шесть институтов (радиофизики и электроники, геологии, горного дела, химико-металлургический, транспортно-энергетический, биологический), два отдела (механизации сельского хозяйства, экономических исследований), Ботанический сад. В начале 1958 года в ЗСФ АН СССР было 1033 работника (в их числе 346 — научных сотрудников, из которых профессоров и докторов — 16, кандидатов наук — 113).
Филиал ликвидирован 1 января 1959 года в соответствии с постановлением Президиума АН СССР от 21 ноября 1958 года, а институты организации вошли в состав СО АН СССР.

## Деятельность
Задача филиала заключалась в исследовании ископаемых ресурсов Западной Сибири с целью увеличения сырьевой базы чёрной и цветной металлургии, разработке эффективных методов по добыче полезных ископаемых; институты учреждения работали над техническими способами извлечения металлов и созданием основ ряда отраслей химической промышленности (химического синтеза, углехимии), разрабатывали методы оптимального использования энергетических ресурсов, занимались развитием транспортной системы, исследовали флору и фауну Западной Сибири и т. д.
Организация вела работы по методам увеличения механизации горных работ, исследовала условия для высокочастотной связи в шахтах, изучала возможности применения местного сырья в силикатной и алюминиевой промышленности, развивала эффективные способы сжигания угля, занималась изысканием минеральных ресурсов кулундинских озёр, исследовала энергетический потенциал сибирских рек, методы улучшения плодородности почв. По ряду направлений филиал действовал как координирующий центр не только западно-сибирского региона, но и Советского Союза в целом.

## Некоторые публикации ЗСФ СО АН СССР
- Игнатьев Б.Д. Шиповник и его использование / АН СССР. Зап.-Сиб. филиал. — Новосибирск, 1946. — 322 с. 634-И.266 к/х;
- Новые лекарственные растения Сибири и их лечебные препараты: Сб. / Под ред проф. Н.В.Вершинина. - Томск: изд-ие Зап.-Сиб. филиала АН СССР. — Вып.II. — 1946. — 157 с. 615-Н.766/N2 к/х;
- Крылов Г.В. Озеленение города Новосибирска и населенных пунктов области / АН СССР. Зап.-Сиб. филиал. Ботанический сад. — Новосибирск, 1948. — 77 с. ДХ-212 к/х;
- Вопросы докембрия Западной Сибири / АН СССР. Зап.-Сиб. филиал; Под ред. М.К.Коровина. — Новосибирск, 1948. — 148 с. — (Горно-геологический институт: Труды. Вып.2). 622-Т.782/N2 к/х;
- Изучение витаминных растений Сибири и их использование / Под ред. Б.Д.Игнатьева; АН СССР. Зап.-Сиб. филиал. — Новосибирск. — Вып.1. — 1948. — 158 с. 577-И.394 к/х;
- Куминова А.В. Растительность Кемеровской области. Ботанико-географическое районирование / Зап.-Сиб. филиал АН СССР. Биол. ин-т. — Новосибирск, 1949. — 169 с. 581-К.908 к/х;
- Белицкий А.А. К вопросу о механизме образования кливажных трещин / АН СССР. Зап.-Сиб. филиал. — Новосибирск, 1949. — 37 с. — (Горно-геологический институт: Труды. Вып.6). 622-Т.782/N6 к/х;
- Кузнецов Ю.А. Схема классификации фаций магматических пород / АН СССР. Зап.-Сиб. филиал. — Новосибирск, 1949. — 28 с. — (Горно-геологический институт: Труды. Вып.5). 622-Т.782/N5 к/х;
- Вандакурова Е.В. Растительность Кулундинской степи / Зап.-Сиб. филиал АН СССР. Биол. ин-т. — Новосибирск, 1950. — 129 с. Д68-835 к/х;
- Вопросы травопольной системы земледелия в Западной Сибири: Сб. работ конф. памяти В.Р.Вильямса / Отв. ред. проф.-доктор В.В.Рефердатто; АН СССР. Зап.-Сиб. филиал. Биол. ин-т. — Новосибирск, 1950. — 200 с. Г70-865 к/х;
- Колобков М.Н. Кемеровская область. Природные и экономические ресурсы и перспективы развития хозяйства / АН СССР. Зап.-Сиб. филиал. Сектор экон. исслед. — Новосибирск, 1950. — 205 с. Д68-2330 к/х;
- Крылов Г.В. Березовые леса Томской области и их типы / АН СССР. Зап.-Сиб. филиал. — Новосибирск, 1953. — 123 с. 634-К.85 к/х;
- Румер Ю.Б. Исследования по 5-оптике / Зап.-Сиб. филиал АН СССР. — М.: Гос. изд-во техн.-теорет. лит., 1956. — 152 с. 535-Р.86 к/х;
- Способы борьбы с водяной крысой — вредителем сельского хозяйства и источником туляремии. — 2-е изд. / Сост. С.С.Фолитарек, А.А.Максимов, М.Г.Владимирский; Зап.-Сиб. филиал АН СССР. Новосиб. обл. упр-ие сельск. х-ва. Отдел с.-х. науки. — Новосибирск: Новосиб. кн. изд-во, 1957. — 50 с. Г67-8734 к/х;
- Вопросы освоения целинных и залежных земель Западной Сибири / Отв. ред. В.Н.Ковалев; АН СССР. Зап.-Сиб. филиал. Биол. ин-т. — Новосибирск, 1957. — 253 с. — (Труды Биологического института; Вып.3). 57-47/N3 к/х.

## Руководители Президиума ЗСФ АН СССР
- А. А. Скочинский (1944—1954);
- Т. Ф. Горбачёв (1954—1959).